# Felipe Augusto
Felipe Augusto da Silva (ur. 18 lutego 2004 w São Paulo) – brazylijski piłkarz występujący na pozycji napastnika, od 2024 roku zawodnik belgijskiego Cercle Brugge.